# Zelene, Pavlohrad
Zelene (în ucraineană Зелене) este un sat în comuna Nova Rus din raionul Pavlohrad, regiunea Dnipropetrovsk, Ucraina.

## Demografie
Componența lingvistică a localității Zelene
     Ucraineană (92,65%)
     Rusă (7,35%)
Conform recensământului din 2001, majoritatea populației localității Zelene era vorbitoare de ucraineană (92,65%), existând în minoritate și vorbitori de rusă (7,35%).